# Senecio helminthioides
Senecio helminthioides là một loài thực vật có hoa trong họ Cúc. Loài này được (Sch.Bip.) Hilliard miêu tả khoa học đầu tiên năm 1973.